# Comuna de Godziesze Wielkie
Godziesze Wielkie (polaco: Gmina Godziesze Wielkie) é uma gminy (comuna) na Polónia, na voivodia de Grande Polónia e no condado de Kaliski. A sede do condado é a cidade de Godziesze Wielkie.
De acordo com os censos de 2004, a comuna tem 8226 habitantes, com uma densidade 78,3 hab/km².

## Área
Estende-se por uma área de 105,07 km², incluindo:
- área agricola: 78%
- área florestal: 15%

## Demografia
Dados de 30 de Junho 2004:
|                      | Total   | Total | Mulheres | Mulheres | Homens  | Homens |
| -------------------- | ------- | ----- | -------- | -------- | ------- | ------ |
|                      | pessoas | %     | pessoas  | %        | pessoas | %      |
| População            | 8226    | 100   | 4127     | 50,2     | 4099    | 49,8   |
| Densidade (pop./km²) | 78,3    | 100   | 39,3     | 39,3     | 39      | 39     |

De acordo com dados de 2002, o rendimento médio per capita ascendia a 1194,72 zł.

## Subdivisões
- Bałdoń, Biała, Borek, Godziesze Małe, Godziesze Wielkie, Godzieszki, Józefów, Nowa Kakawa, Stara Kakawa, Kąpie, Kakawa-Kolonia, Końska Wieś, Krzemionka, Rafałów, Saczyn, Skrzatki, Stobno, Takomyśle, Wola Droszewska, Wolica, Zadowice, Zajączki Bankowe, Żydów.

## Comunas vizinhas
- Brzeziny, Kalisz, Nowe Skalmierzyce, Opatówek, Sieroszewice, Szczytniki